# 學院城站
學院城站（羅馬化：Akademmistechko （ⓘ））是基輔地鐵斯維亞托申-布羅瓦雷線的一個車站。學院城站開通於2003年5月24日，是斯維亞托申-布羅瓦雷線在西側的起點車站。車站得名於附近的烏克蘭國家科學院，車站的設計也是以科學為主題。

## 外部連結
- （俄文） Metropoliten.kiev.ua - Station description
- （俄文） Mirmetro.net（页面存档备份，存于） - "Akademmistechko" at "Metroworld"
- （捷克文） metro.zarohem.cz - Photo gallery